# مایک استولس
مایک استولس (انگلیسی: Mike Stulce؛ زادهٔ ۱۴ ژوئیه ۱۹۶۹) پرتاب‌گر وزنه اهل ایالات متحده آمریکا بود.
وی در مسابقات کشوری و بین‌المللی در مجموع برندهٔ ۲ مدال طلا شده‌است.